# 보물섬 남해 FC
보물섬남해FC는 경상남도 남해군에 위치한 유소년 축구단이다. U-18팀은 창선고등학교, U-15팀은 이동중학교, U-12팀은 남해초등학교 축구부원으로 구성되어 있으며, 2000년 남해초등학교축구부로 시작하여 2019년 보물섬남해fc로 전환,2020년U15팀이 창단되었고,U18창선은 2022년에 창단 되었다. 현재는 문화체육관광부의 승인을 받은 지정스포츠클럽으로 운영되고있다.

## 참고 문헌
- “KFA 통합경기정보 시스템”. 대한축구협회.

## 같이 보기
- 창선고등학교
- 이동중학교
- 남해초등학교